# Hydrogonium dicranelloides
Hydrogonium dicranelloides är en bladmossart som beskrevs av Hirendra Chandra Gangulee 1966 [1967. Hydrogonium dicranelloides ingår i släktet Hydrogonium och familjen Pottiaceae. Inga underarter finns listade i Catalogue of Life.